# Aime Kraus-Tobi
Aime Kraus-Tobi (Tallinn, 13 mei 1932) was een basketbalspeelster die uitkwam voor het nationale team van de Sovjet-Unie.

## Carrière
Kraus speelde in haar hele carrière voor USK Tartu van 1950 tot 1963. Met Tartu werd ze drie keer tweede om het landskampioenschap van de Sovjet-Unie in 1957, 1958 en 1960. In 1959 werd ze tweede met de Estische SSR.
Met het nationale team van de Sovjet-Unie won Kraus zilver op het Europees kampioenschap in 1958.

## Erelijst
- Landskampioen Sovjet-Unie:
  - Tweede: 1957, 1958, 1959, 1960
- Spartakiad van de Volkeren van de USSR:
  - Tweede: 1959
- Europees kampioenschap:
  - Zilver: 1958